# Бесім Шербечич
Бесім Шербечич (босн. Besim Šerbečić, нар. 1 травня 1998, Грачаниця, Боснія і Герцеговина) — боснійський футболіст, центральний захисник норвезького клубу «Олесунн».

## Ігрова кар'єра
Бесім Шербечич починав грати у футбол у рідному місті Грачаниця у місцевому клубі «Братство Грачаниця». пізніше футболіст перейшов до молодіжної команди «Звєзда» з міста Градачаць. Саме у стані «Звєзди» Шербечич і дебютував у дорослому футболу у квітні 2015 року у віці 16 - ти років. Після того, як у 2016 році «Звєзда» вилетіла до Першого дивізіону. шербечич підписав контракт з клубом боснійської Прем'єр - ліги «Радник» з Бієліни. Де провів ще два сезони.
У січні 2018 року Шербечич перейшов до складу норвезького «Русенборга». Вже у квітні футболіст виграв перший трофей у складі нового клубу, коли у фіналі Суперкубка Норвегії «Русенборг» переграв «Ліллестрем». А за місяць Шербечич дебютував і у турнірі Елітсерії. Та закріпитися в основі норвезького клубу Шербечич не зумів і влітку 2019 року був відправлений в оренду у боснійський клуб «Сараєво». У 2020 році термін оренди було продовжено ще на один сезон.
У 2021 році Шербечич повернувся до Норвегії.

## Збірна
Бесім Шербечич брав участь у матчах юнацьких та молодіжної збірних Боснії і Герцеговини. У січні 2018 року футболіст отримав запрошення до національної збірної Боснії і Герцеговини на товариські матчі проти збірних США та Мексики але того разу на поле Шербечич так і не вийшов.

## Досягнення
Русенборг
 Чемпіон Норвегії: 2018
 Переможець Кубка Норвегії: 2018
 Переможець Суперкубка Норвегії: 2018
Сараєво
 Чемпіон Боснії і Герцеговини: 2019/20